# Gneo Cornelio Cosso (tribuno consolare 406 a.C.)
Gneo Cornelio Cosso (Roma, ... – ...; fl. V secolo a.C.) è stato un politico e militare romano del V secolo a.C..

## Primo tribunato consolare
Nel 406 a.C. fu eletto tribuno consolare con Publio Cornelio Rutilo Cosso, Numerio Fabio Ambusto e Lucio Valerio Potito, al suo secondo tribunato.
Il senato decise di dichiarare a Veio, ma nonostante questo non si riuscì ad organizzare una leva militare per questa guerra, sia per il protrarsi delle operazioni militari contro i Volsci, sia per l'opposizione dei tribuni della plebe, che vedevano nelle campagne militari, il mezzo attraverso il quale i patrizi evitavano di discutere delle riforme chieste dalla plebe.
(Tito Livio, "Ab Urbe Condita", IV, 4, 58)
Si decise comunque di continuare la guerra contro i Volsci; mentre Gneo Cornelio rimaneva a presidio di Roma, Lucio Valerio e 
Publio Cornelio operavano azioni diversive, dirigendosi rispettivamente verso Anzio ed Ecetra, mentre Numerio Fabio si dirigeva verso Anxur, che conquistava e dava al saccheggio, vero obiettivo dei tribuni.
Fu anche l'anno in cui il Senato emanò una legge a favore dei soldati.
(Tito Livio, "Ab Urbe Condita", IV, 4, 59)

## Secondo tribunato consolare
Nel 404 a.C. fu eletto tribuno consolare per la seconda volta con Gaio Valerio Potito Voluso, Manio Sergio Fidenate, Cesone Fabio Ambusto, Publio Cornelio Maluginense e Spurio Nauzio Rutilo.
Roma, mentre continuava l'assedio di Veio iniziato l'anno prima, rivolse la propria attenzione ai Volsci, che furono sconfitti in una battaglia campale tra Ferentino ed Ecetra. I romani poi riuscirono a conquistare la città volsca di Artena, grazie al tradimento di uno schiavo, che indicò ai soldati un passaggio per arrivare alla rocca, dove si erano asserragliati i difensori.

## Terzo tribunato consolare
Nel 401 a.C. fu eletto tribuno consolare con Lucio Giulio Iullo, Marco Furio Camillo, Manio Emilio Mamercino, Lucio Valerio Potito e Cesone Fabio Ambusto.
Durante l'anno la città fu percorsa da grandi polemiche, alimentate dai tribuni della plebe per la cattiva conduzione della guerra, con il grave rovescio subito dai romani nell'assedio di Veio causata dai dissidi sorti tra i due tribuni consolari Manio Sergio Fidenate e Lucio Verginio Tricosto Esquilino, per la decisione di mantenere i soldati in servizio anche durante l'inverno per sostenere l'assedio di Veio (quando il normale periodo di leva durava dalla primavera all'estate), e per la necessità di nuovi tributi per sostenere le spese di guerra (era stato deciso che i soldati sarebbero stati pagati dallo Stato per il periodo che prestavano il servizio militare).
(Tito Livio, "Ab Urbe Condita", V, 12.)
Alla fine i Tribuni della plebe portarono in giudizio Sergio Fidenate e Lucio Verginio, per la pessima conduzione della guerra; i due furono condanni ad una pena pecuniaria di 10.000 assi pesanti.
Sul fronte militare i romani riconquistarono le posizioni perse l'anno precedente a Veio, razziarono il territorio dei veienti, condotti da Gneo Cornelio e Furio Camillo, mentre a Valerio Potito fu affidata la campagna contro i Volsci per riconquistare Anxur, che fu posta sotto assedio.